# Серкеров, Игорь Саидович
Игорь Саидович Серкеров (23 сентября 1967, Ашхабад, Туркменская ССР, СССР) — советский и туркменский футболист. Выступал за сборную Туркменистана.

## Биография
Всю игровую карьеру провёл в ашхабадском «Колхозчи»/«Копетдаге». Чемпион Туркменистана 1992. 1 июня и 14 сентября 1992 года сыграл два матча за сборную Туркменистана. В обоих матчах отыграл 90 минут.
По окончании карьеры футболиста стал работать массажистом: «Батыс» (Казахстан, 2002), «Луховицы» (Россия, 2004—2008), «Знамя Труда» (2008). С 2010 года работает в сборной России по мини-футболу.

## Семья
Сын, Серкеров Игорь Игоревич (род. в 1994) — массажист ФК «Знамя Труда».